# Yuri Kovtun
Yuri Mijáilovich Kovtun (en ruso: Юрий Михайлович Ковтун) (5 de enero de 1970) es un exfutbolista ruso y actualmente ejerce de entrenador. Se desempeñaba como defensa y su último club fue el Arsenal Tula.

## Clubes
| Club                  | País            | Año         |
| --------------------- | --------------- | ----------- |
| FC Luch Azov          | Unión Soviética | 1988        |
| FK SKA Rostov         | Unión Soviética | 1989 - 1990 |
| FC Rostov             | Rusia           | 1991 - 1993 |
| FC Dinamo Moscú       | Rusia           | 1993 - 1998 |
| FC Spartak de Moscú   | Rusia           | 1999 - 2005 |
| FC Alania Vladikavkaz | Rusia           | 2006 - 2007 |
| PFC Arsenal Tula      | Rusia           | 2012        |

## Palmarés
FC Dinamo de Moscú
- Copa de Rusia: 1995

FC Spartak de Moscú
- Liga Premier de Rusia: 1998-99, 1999-00, 2000-01
- Copa de Rusia: 2003

- Datos: Q676946
- Multimedia: Yuri Kovtun / Q676946